# Cyrtosperma merkusii
Cyrtosperma merkusii, conhecido pelos nomes comuns de taro, taro-dos-pântanos, pulaka, babai, entre muitos outros nomes regionais, é uma espécie de plantas com flor da família Araceae cultivada para produção de cormos amiláceos nas ilhas de Oceânia e em muitas regiões tropicais e subtropicais do sul e sueste da Ásia. Cresce apenas em terrenos alagados, sendo uma cultura dos terrenos ribeirinhos de rios e lagos e de pântanos, similar a algumas variedades de taro, mas com folhas maiores e com cormos maiores e mais ásperos quando cortados.